# Fäbodtjärnen (Grundsunda socken, Ångermanland)
Fäbodtjärnen är en sjö i Örnsköldsviks kommun i Ångermanland och ingår i Gideälven-Idbyåns kustområde.